# Moriz Kaposi

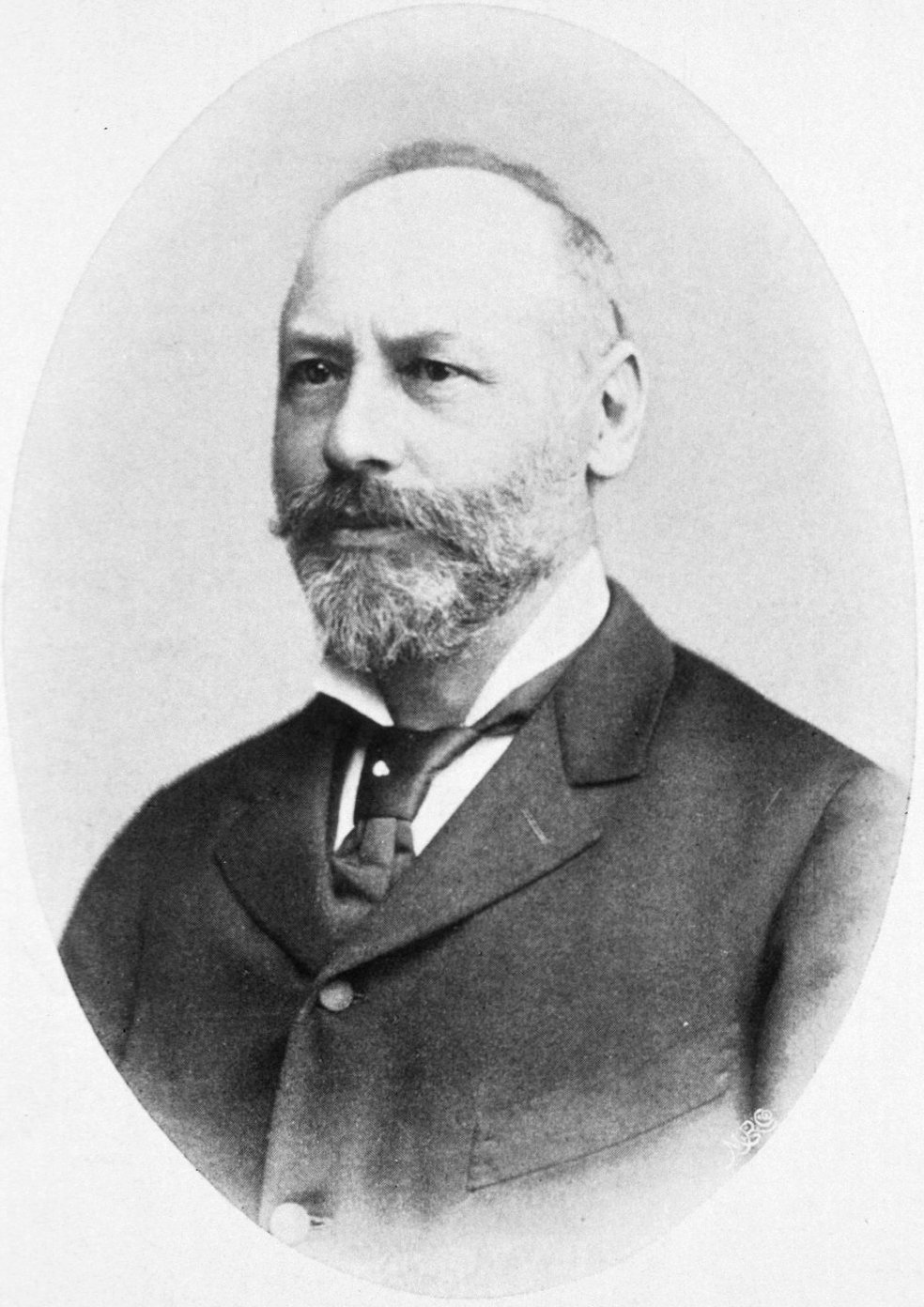
Moriz Kaposi

Moriz Kaposi, auch Moritz Kaposi ([ˈkɒpoʃi]) – geborener Moriz Kohn – (* 23. Oktober 1837 in Kaposvár, Komitat Somogy, Königreich Ungarn; † 6. März 1902 in Wien) war ein österreichischer Dermatologe. Nach ihm ist das Kaposi-Sarkom benannt.

## Leben
Bis 1871 lautete sein Nachname Kohn. Um nicht mit den vielen Kohns in der Wiener Medizin verwechselt zu werden, änderte er nach seiner Heirat mit Martha von Hebra (1869) und seinem Übertritt vom jüdischen zum katholischen Glauben mit 34 Jahren seinen Nachnamen in Kaposi in Anlehnung an seinen Geburtsort Kaposvár am Fluss Kapos.
Kaposi kam aus einem armen, aber bildungsfördernden Elternhaus und ging zunächst in die jüdische Grundschule seines Geburtsortes Kaposvár und dort später aufs Gymnasium. 1856 begann er ein Medizinstudium an der Universität Wien, das er 1861 mit Promotion abschloss. In seiner Habilitationsschrift Dermatologie und Syphilis, die er 1866 vorlegte, empfahl er sich schon früh als Syphilidologe, seine Lehrbefugnis wurde deshalb 1874 um das Fach Dermatologie erweitert. 1875 ernannte ihn die Universität Wien zum außerordentlichen Professor. Mit seinem Lehrer, Vorgesetzten und Schwiegervater Ferdinand von Hebra schrieb er das Lehrbuch der Hautkrankheiten (1872–1876). 1881, nach von Hebras Tod, wurde Kaposi die Leitung der Universitätsklinik für Dermatologie und Syphilidologie am Allgemeinen Krankenhaus in Wien übertragen. Sieben Jahre vor seinem Tod wurde er zum ordentlichen Professor ernannt. 1882 wurde er zum Mitglied der Leopoldina gewählt.
1889 gehörte er mit Joseph Doutrelepont, Edmund Lesser, Albert Neisser und Philipp Josef Pick zu den Gründern der Deutschen Dermatologischen Gesellschaft.

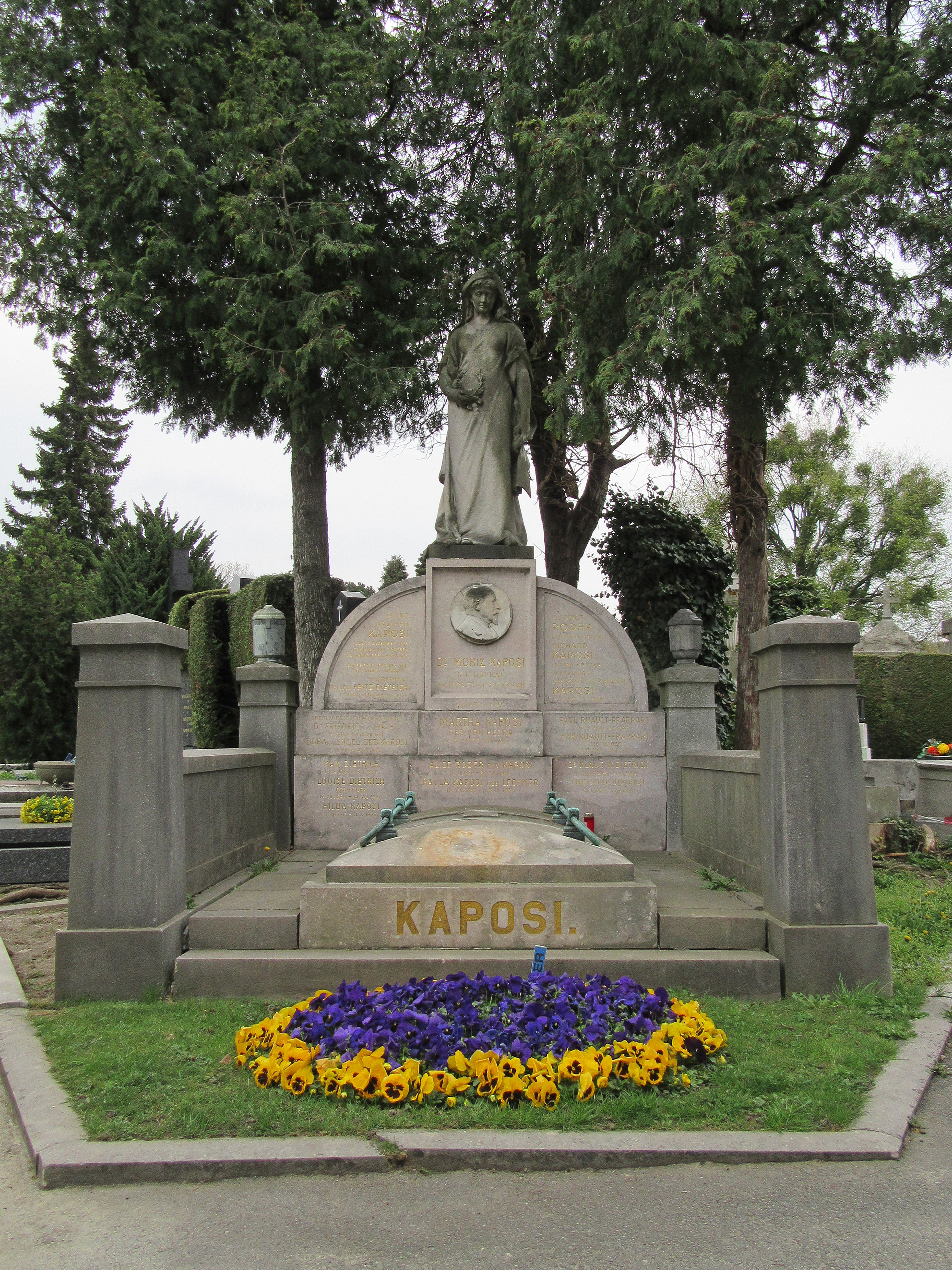
Gruft der Familie Kaposi auf dem Döblinger Friedhof

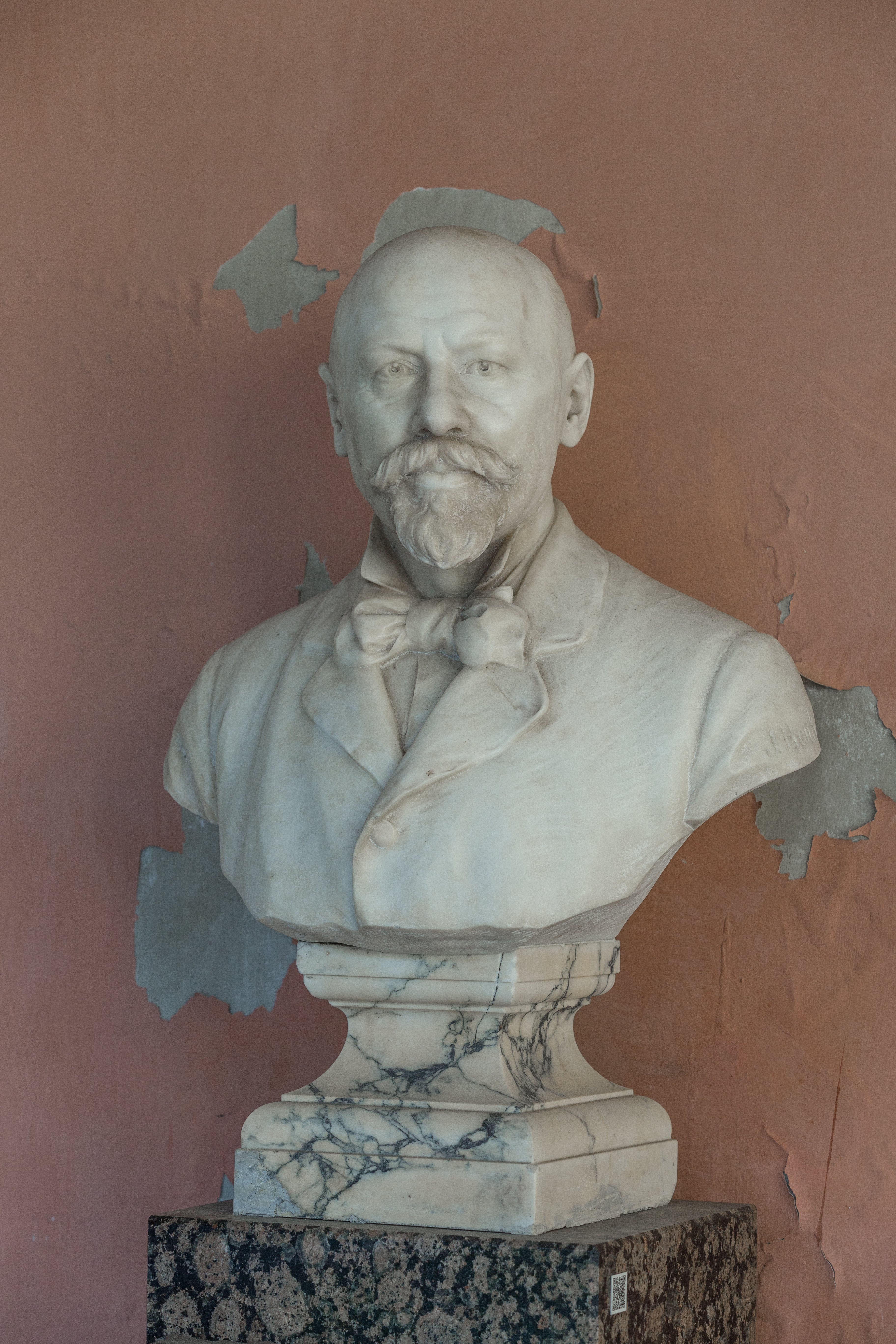
Büste von Moriz Kaposi im Arkadenhof der Universität Wien

Kaposi starb im Alter von 64 Jahren an den Folgen zweier Schlaganfälle. Er wurde am 8. März 1902 in der Familiengruft auf dem Hernalser Friedhof begraben. Am 22. Oktober 1903 erfolgte die Letztbestattung auf dem Döblinger Friedhof. Sein Nachfolger an der Lehrkanzel wurde der österreichische Dermatologe Gustav Riehl (1855–1943), in den Jahren 1880 bis 1884 Kaposis Assistent, ab 1896 außerordentlicher Professor in Leipzig.
In Wien-Donaustadt (22. Gemeindebezirk) ist die Kaposigasse nach ihm benannt, ebenso die höchste Auszeichnung der Ungarischen Dermatologischen Gesellschaft.
Im Arkadenhof der Wiener Universität – der Ruhmeshalle der Universität – steht seit 1908 eine Büste Kaposis, geschaffen von Johannes Benk, die noch zu Kaposis Lebzeiten enthüllt wurde. Im Rahmen von „Säuberungen“ durch die Nationalsozialisten Anfang November 1938 wurden zehn Skulpturen jüdischer oder vermeintlich jüdischer Professoren im Arkadenhof im Zusammenhang der „Langemarck-Feier“ umgestürzt oder mit Farbe beschmiert. Bereits zu diesem Zeitpunkt hatte der kommissarische Rektor Fritz Knoll eine Überprüfung der Arkadenhof-Plastiken veranlasst; auf seine Weisung hin wurden fünfzehn Monumente entfernt und in ein Depot gelagert, darunter diejenige von Moriz Kaposi. Nach Kriegsende wurden im Jahr 1947 alle beschädigten und entfernten Denkmäler wieder im Arkadenhof aufgestellt.

## Leistungen
Kaposi publizierte über 150 Schriften und mehrere elementare Lehrbücher. 1876 erschien der zweite Teil des Lehrbuchs der Hautkrankheiten, das zum überwiegenden Teil von Kaposi stammt. Ihm folgte 1880 sein Hauptwerk, die Pathologie und Therapie der Hautkrankheiten in Vorlesungen für praktische Ärzte und Studierende. Der Handatlas der Hautkrankheiten (1898–1900), versehen mit 242 chromolithographischen Tafeln, stellte eine wertvolle Hilfe für den Diagnostiker dar.
Der Pathologie Salomon Strickers verbunden verhielt sich Kaposi dem „ätiologischen Aufbruch der achtziger Jahre“ gegenüber reserviert. Die damals aufblühende Bakteriologie, die später die gesamte Pathologie revolutionieren sollte, nahm er lange Zeit nicht wahr. Blind für Ätiologisches ließ Kaposi sich erst sehr spät von der tuberkulösen Natur des Lupus vulgaris überzeugen, und er, der Syphilidologe, hielt auch noch 1886, als der Dermatologe Augusto Ducrey (1860–1940) den Erreger des Ulcus molle unter dem Mikroskop nachgewiesen hatte, an der Unitätslehre der Syphilis fest und ließ auch noch 1891 seine darauf basierende Pathologie und Therapie der Syphilis in 2. Auflage erscheinen.
Kaposi bekannte sich zum Positivismus und Realismus der „objektiven“ Tatsachen-Medizin Carl von Rokitanskys und Joseph Skodas. Den fortschrittlichen Laboratoriumsmedizinern als methodologischer Konservatist erscheinend hielt Moriz Kaposi unverrückbar an dem die Wiener klinische Medizin prägenden Leitsatz fest: „Die klinische Beobachtung, die Beherrschung des klinischen Materials ist das erste an unserer Schule anzustrebende Ziel.“ Moritz Kaposi zählt zu den großen Nosologen der Wiener Schule des 19. Jahrhunderts.
Kaposis große Leistung liegt auf dem Gebiet der Klinik; er gilt als einer der virtuosesten Nosographen der Wiener Schule. Zum einen erfasste er, genauer als seine Vorgänger, schon bekannte Krankheiten, wie z. B. das 1870 von Ferdinand von Hebra beschriebene Rhinosklerom, zum anderen beschrieb er eine ganze Reihe von Hauterkrankungen neu und behandelte diese erstmals unter systematischen Gesichtspunkten. Dazu gehören diabetische und leukämische Hautveränderungen, das Xeroderma pigmentosum, das Syringom und das Sarcoma mihi, wie er das 1872 erstmals von ihm beschriebene multiple idiopathische Pigmentsarkom (genannt auch Kaposi-Sarkom und Melanosarkom der Haut) nannte. Im Jahr 1876 beschrieb er die diabetische Dermatitis.
Seit man 1949 das gehäufte Vorkommen des Kaposi-Sarkoms besonders bei den Bantu in Uganda festgestellt hatte, wandte sich das Weltinteresse der Erforschung dieser Erkrankung zu: Ein Kongress in Uganda im Jahre 1962 befasste sich ausschließlich mit diesem Problem; ein Symposium in den USA, das im selben Jahr stattfand, war der Erforschung dieser in ihrer Ätiologie damals noch unklaren Krankheit gewidmet. Die epidemiologische Bindung des Kaposi-Sarkoms an HIV, als „AIDS-assoziierter Tumor“, wurde 1981 erkannt, und das Humane Herpesvirus 8 als vermutlicher Auslöser wurde erst 1994 beschrieben. Eine anamnestische Beziehung zwischen den fünf klassischen Fallbeschreibungen Kaposis aus dem Jahre 1872 und AIDS lässt sich nicht herstellen.

## Schriften
- mit Ferdinand von Hebra: Lehrbuch der Hautkrankheiten. 2 Bände. Enke, Erlangen 1872/1876.
- Pathologie und Therapie der Hautkrankheiten in Vorlesungen für praktische Ärzte und Studierende. Urban & Schwarzenberg, Wien 1880; 5. Auflage 1899.
- Pathologie und Therapie der Syphilis (= Deutsche Chirurgie. Bd. 11). 2 Teile. Enke, Stuttgart 1881.
- Handatlas der Hautkrankheiten. 3 Teile. Braumüller, Wien 1898–1900.
- Beiträge zu Albert Eulenburgs Real-Encyclopädie der gesammten Heilkunde. Erste Auflage.
  - Band 1 (1880) (Digitalisat), S. 106–113: Acne; S. 198–203: Alopecie
  - Band 3 (1880) (Digitalisat), S. 309: Clavus; S. 379–381: Comedones
  - Band 4 (1880) (Digitalisat), S. 304: Erythema; S. 310–329: Eczema; S. 465–472: Elephatiasis Arabum
  - Band 6 (1881) (Digitalisat), S. 422–436: Herpes
  - Band 7 (1881) (Digitalisat), S. 098–102: Ichthyosis
  - Band 8 (1881) (Digitalisat), S. 289–298: Lichen
  - Band 10 (1882) (Digitalisat), S. 388–394: Pemphigus
  - Band 11 (1882) (Digitalisat), S. 495–498: Rhinosclerom; S. 597: Rupia
  - Band 12 (1882) (Digitalisat), S. 560–564: Skleroderma
  - Band 14 (1883) (Digitalisat), S. 245–251: Urticaria
  - Band 15 (1883) (Digitalisat), S. 18–19: Xeroderma